# Glacière (stanice metra v Paříži)
Glacière je nepřestupní nadzemní stanice pařížského metra na lince 6 ve 13. obvodu v Paříži. Nachází se na viaduktu, který vede po Boulevardu Auguste Blanqui na křižovatce s ulicí Rue Glacière.

## Historie
Stanice byla otevřena 24. dubna 1906 při zprovoznění úseku Passy ↔ Place d'Italie. V roce 1903 se oddělil od linky 1 úsek počínaje stanicí Étoile a vznikla nová linka 2 Sud (2 Jih), též nazývána Circulaire Sud (Jižní okruh). Tato linka byla právě 24. dubna 1906 rozšířena od stanice Passy po Place d'Italie. 14. října 1907 byla linka 2 Sud zrušena a připojená k lince 5. Dne 12. října 1942 byl celý úsek Étoile ↔ Place d'Italie, a tedy i stanice Glacière, opět odpojen od linky 5 a spojen s linkou 6, která tak získala dnešní podobu.

## Název
Jméno stanice znamená v češtině ledárna či chladírna a je odvozeno od názvu nedaleké ulice Rue Glacière. Neobvyklý název vznikl z pomístního jména. V této oblasti vytvářela řeka Bièvra, která se zde vlévala do Seiny, četné vodní nádrže a jezera, která sloužila v létě k napájení dobytka. V zimě se pak odtud rozvážel ve velkém led do sklepů, které přes léto držely chlad. A jméno Glacière se udrželo v názvu ulice.